# 8月17日
8月17日（はちがつじゅうしちにち）は、グレゴリオ暦で年始から229日目（閏年では230日目）にあたり、年末まであと136日ある。

## できごと

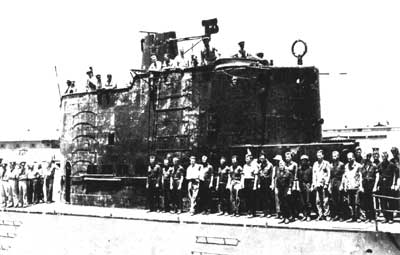
第二次世界大戦、米軍によるコマンド作戦マキン奇襲(1942)。画像は奇襲後ハワイへ帰還したノーチラス。

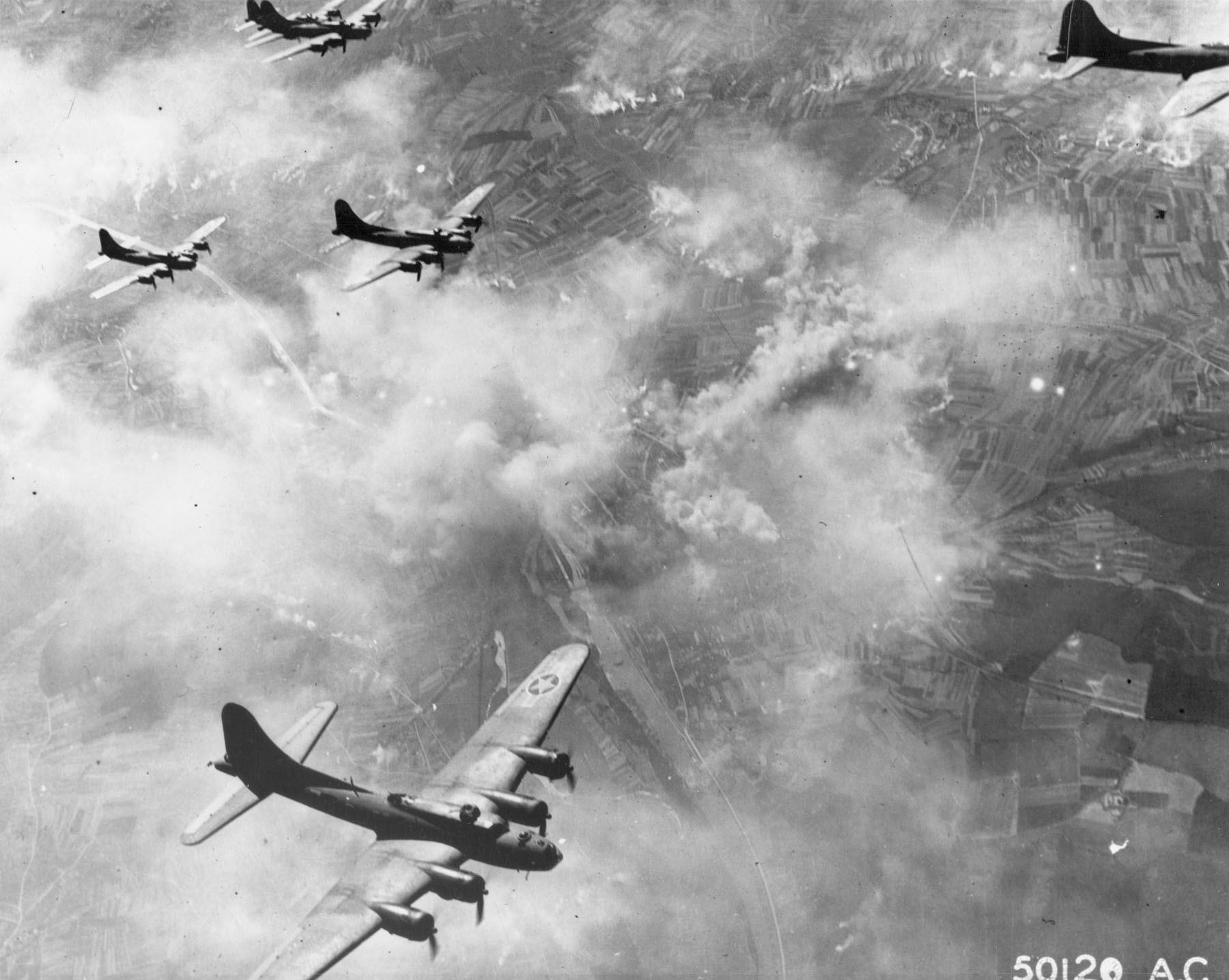
シュヴァインフルト＝レーゲンスブルク作戦(1943)。

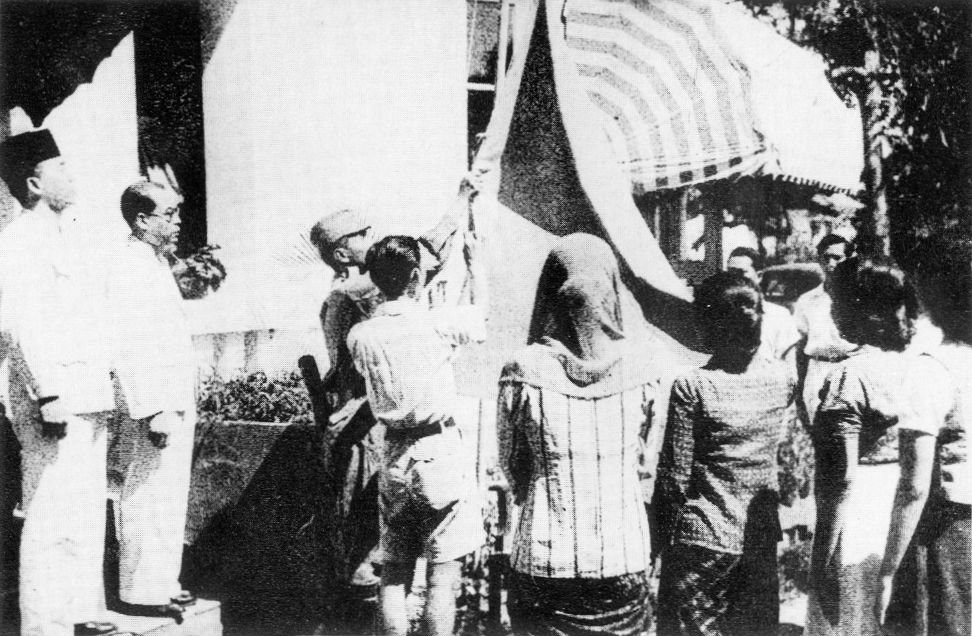
インドネシアが独立を宣言(1945)。画像は同日掲揚されるインドネシア国旗。

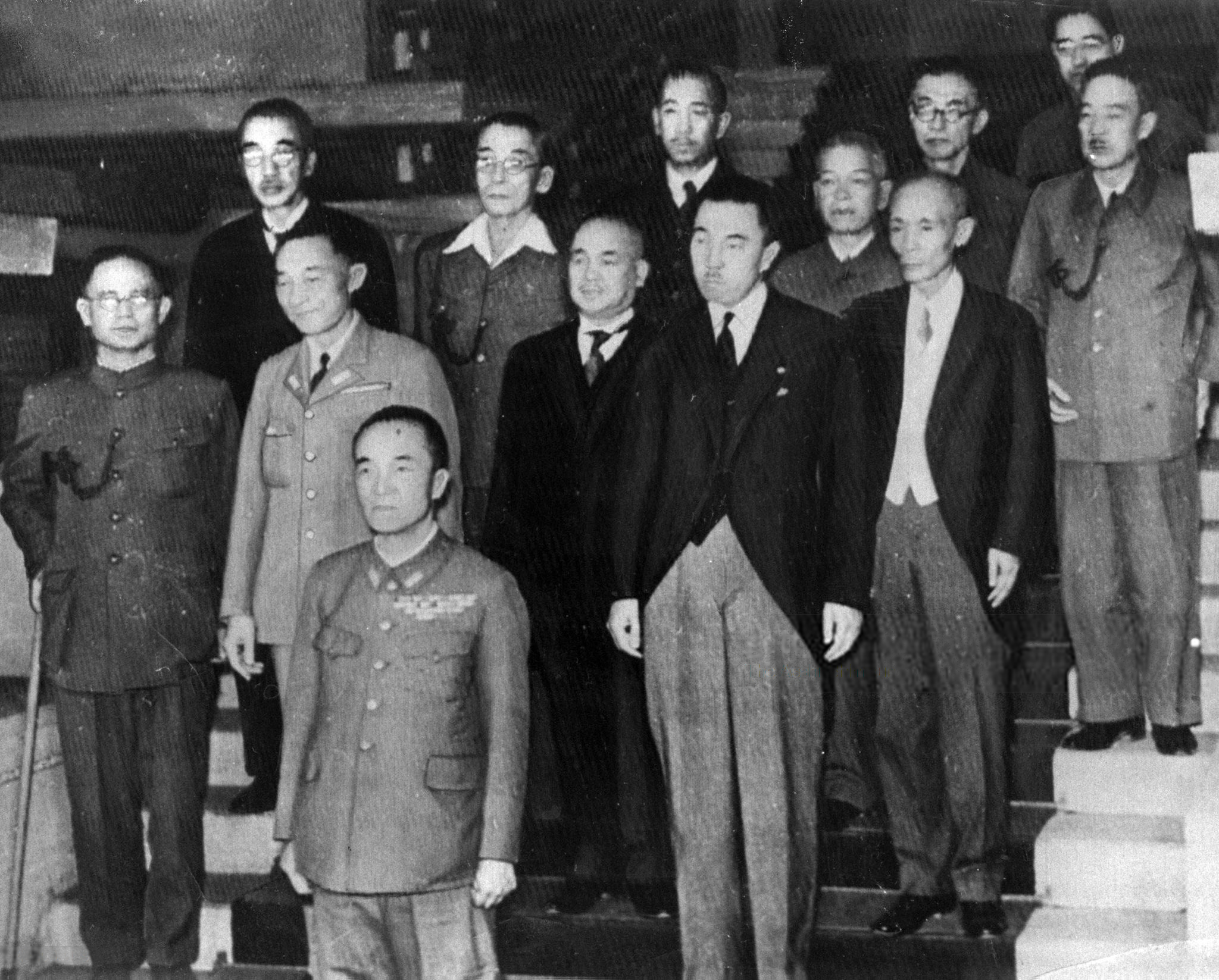
日本初の皇族首班内閣東久邇宮内閣成立(1945)。

東北本線で列車往来妨害事件、松川事件(1949)が発生。

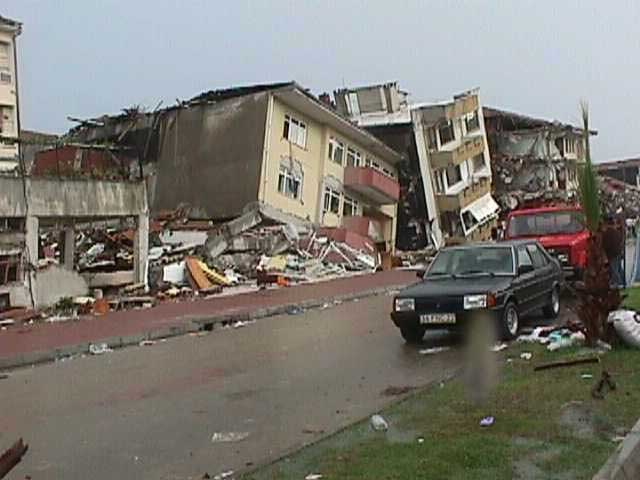
トルコでイズミット地震 (1999年)発生。死者17,000人超。

- 798年（延暦17年7月2日） - 坂上田村麻呂が清水寺を建立。
- 967年（康保4年7月9日） - 延喜式施行。
- 986年 - トラヤヌスの門の戦い。東ローマ帝国軍がトラヤヌスの門（英語版）でブルガリア軍に敗れる。
- 1153年 - 中世フランス・ブロワ家の貴族ギヨームがギヨーム1世としてブローニュ伯（英語版）に就任した。
- 1183年（治承7年/寿永2年7月28日） - 後白河法皇が平家追討の院宣を下す。
- 1654年（承応3年7月5日） - 明の禅僧・隠元隆琦が長崎に到着。
- 1807年 - ニューヨークとニューヨーク州の州都オールバニーの間でロバート・フルトンの蒸気船（外輪船）クラーモント号が試験運行を行う。本格的な蒸気船による初の航行でした[1]。
- 1862年 - インディアン戦争: ダコタ戦争が勃発[2]。
- 1864年 - 南北戦争: ゲインズビルの戦い（英語版）。
- 1868年（明治元年6月29日） - 明治政府が江戸幕府の昌平坂学問所を昌平学校として復興[3]。
- 1883年 - ドミニカ共和国の国歌「Quisqueyanos valientes」が初めて公の場で歌われる[4]。
- 1914年 - 第一次世界大戦: シュタルペーネンの戦い。
- 1915年 - レオ・フランク事件: 米アトランタで少女殺害容疑により服役していたユダヤ系受刑者を群衆が刑務所より拉致、リンチにかけ殺害[5]。
- 1915年 - 全国高等学校野球選手権大会の前身である第1回全国中等学校優勝野球大会が開幕した。
- 1920年 - 高知県宿毛の松田川で大洪水が発生。氾濫により62戸が流出[6]死者多数。
- 1937年 - 陸軍宇治火薬製造所（現：京都府宇治市の宇治駐屯地）で爆発事故が発生。工場全滅。周辺の民家への被害は全焼も含め856戸。重軽傷22人[7]。
- 1942年 - 第二次世界大戦・ギルバート・マーシャル諸島の戦い: マキン奇襲。日本が占領するマキン環礁をアメリカ海兵隊が奇襲。駐屯していた日本海軍陸戦隊が壊滅。
- 1943年 - 第二次世界大戦: 連合国軍がドイツに対するシュヴァインフルト＝レーゲンスブルク作戦（英語版）を実施。
- 1945年 - インドネシア独立宣言: インドネシアがオランダからの独立を宣言。インドネシア独立戦争を経て1949年に独立を達成。
- 1945年 - 鈴木貫太郎が内閣総理大臣を辞任。
- 1945年 - ベトナム八月革命。ベトナム全土で武装蜂起開始。
- 1945年 - 東久邇宮稔彦王が第43代内閣総理大臣に就任し、東久邇宮内閣が成立。初の皇族首班内閣。
- 1945年 - インフレの進行により初めて千円紙幣を発行[8]。肖像は日本武尊。
- 1945年 - 改正不換紙幣100円(3次100円)が発行。肖像は聖徳太子。
- 1945年 - 再改正不換紙幣10円(4次10円)が発行。肖像は和気清麻呂。
- 1948年 - プロ野球ナイター記念日。横浜ゲーリック球場にて日本初のプロ野球公式戦のナイトゲーム開催が実施された。
- 1949年 - 松川事件: 東北本線でレールが外され列車が脱線転覆、乗務員が死亡。
- 1950年 - 303高地の虐殺。
- 1959年 - マイルス・デイヴィスのアルバム『カインド・オブ・ブルー』がリリース。
- 1960年 - ガボンがフランスから独立。
- 1962年 - ベルリンの壁を越えようとした18歳のペーター・フェヒターを東ドイツ側の警備兵が銃殺。
- 1963年 - 那覇市泊港から久米島向け航行していた久米島定期船みどり丸が、神山島沖合で横波を受け転覆。乗員乗客229人中、112人が死亡。沖縄で戦後最大の海難事故[9]。
- 1963年 - 藤田航空機八丈富士墜落事故。
- 1969年 - ハリケーン・カミールがミシシッピ州に上陸。死者248人。
- 1970年 - ソ連の金星探査機「ベネラ7号」が打ち上げ。同年12月15日、史上初めて金星に着陸[10]。
- 1971年 - 第2次コザ事件発生。
- 1974年 - 第1回全日本中学校陸上競技選手権大会。
- 1982年 - ABBAの『The Visitors』が世界初のCDとして製造される。
- 1988年 - パキスタン大統領ムハンマド・ジア＝ウル＝ハクらが乗った飛行機が離陸直後に墜落し、大統領を含む37人全員が死亡。
- 1996年 - 日本の地球環境観測衛星「みどり」打ち上げ[11]。
- 1998年 - アメリカのビル・クリントン大統領がモニカ・ルインスキーとの「不適切な肉体関係」を認める。
- 1999年 - イズミット地震: トルコ北西部でM 7.4の地震。17,000人以上が死亡。
- 2008年 - 北京オリンピック: 競泳のマイケル・フェルプスが、オリンピック史上初となる1大会で8つの金メダルを獲得。
- 2009年 - ロシア最大級のサヤノ・シュシェンスカヤ水力発電所で事故が発生。送水管の破壊により74名が死亡。
- 2011年 - 天竜川川下り船転覆死亡事故: 静岡県浜松市天竜区の天竜川下りをしていた船が転覆し、5人が死亡[12]。
- 2016年 - リオデジャネイロオリンピック: レスリング女子フリースタイル58kg級で、伊調馨が優勝。女子個人種目で五輪史上初の4連覇を達成[13]。
- 2017年 - バルセロナテロ攻撃事件: スペインバルセロナの繁華街で17日、車が群衆に突っ込みテロ事件が発生。13人が死亡、約100人が負傷した[14]。
- 2017年 - 山口県岩国市の海上自衛隊岩国航空基地で、訓練をしていた海上自衛隊のヘリコプターが横転する事故が発生[15]。
- 2019年 - カブール爆破テロ事件: アフガニスタンの首都カブールにある結婚式場で自爆テロが発生し、少なくとも63人が死亡した[16]。
- 2022年 - 東京地検特捜部が、東京五輪におけるスポンサー選定などをめぐり、計5100万円の賄賂を受け取ったとして東京五輪組織委員会の元理事を逮捕した[17]。
- 2024年 - インドネシア政府がカリマンタン島東部に建設中の新首都ヌサンタラで独立記念日の式典を行う。この日をもってインドネシア現首都ジャカルタからの行政機能の移転が本格化する。

## 誕生日

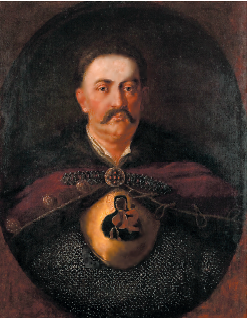
ポーランド王ヤン3世(1629-1696)誕生。

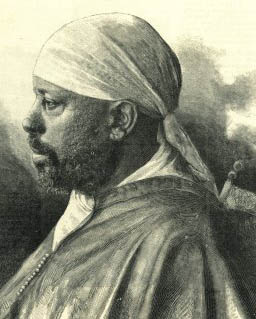
ショア王・エチオピア帝国皇帝、メネリク2世(1844-1913)誕生。

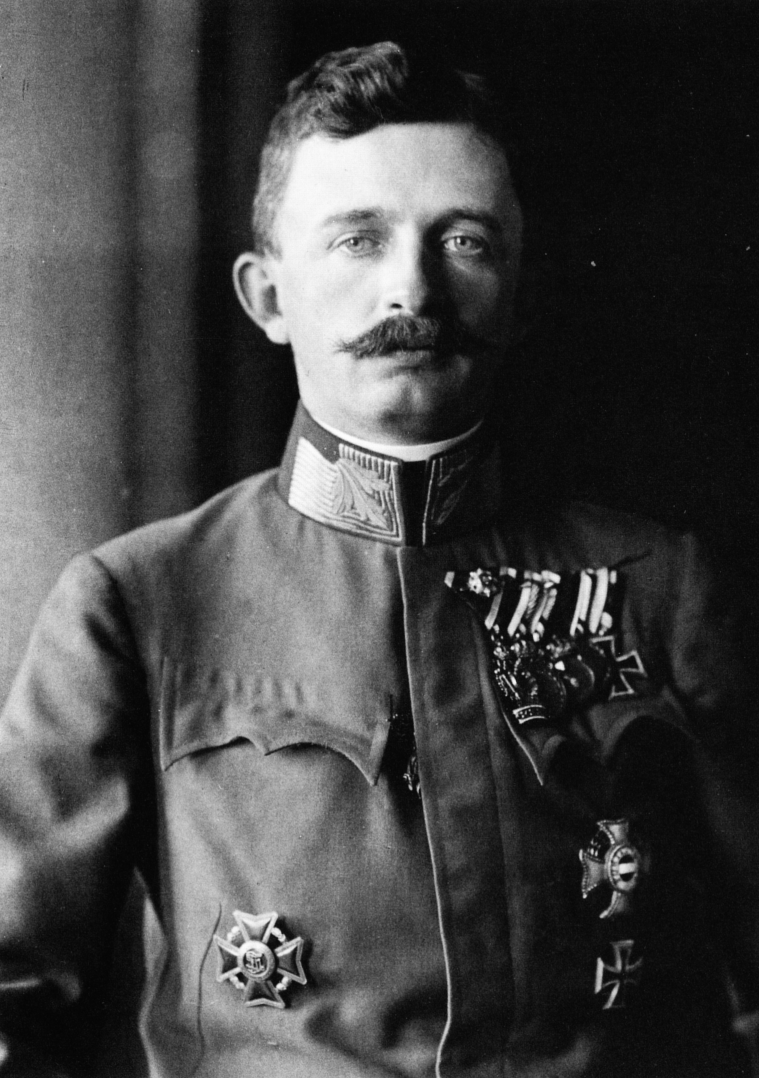
オーストリア皇帝カール1世(1887-1922)誕生。

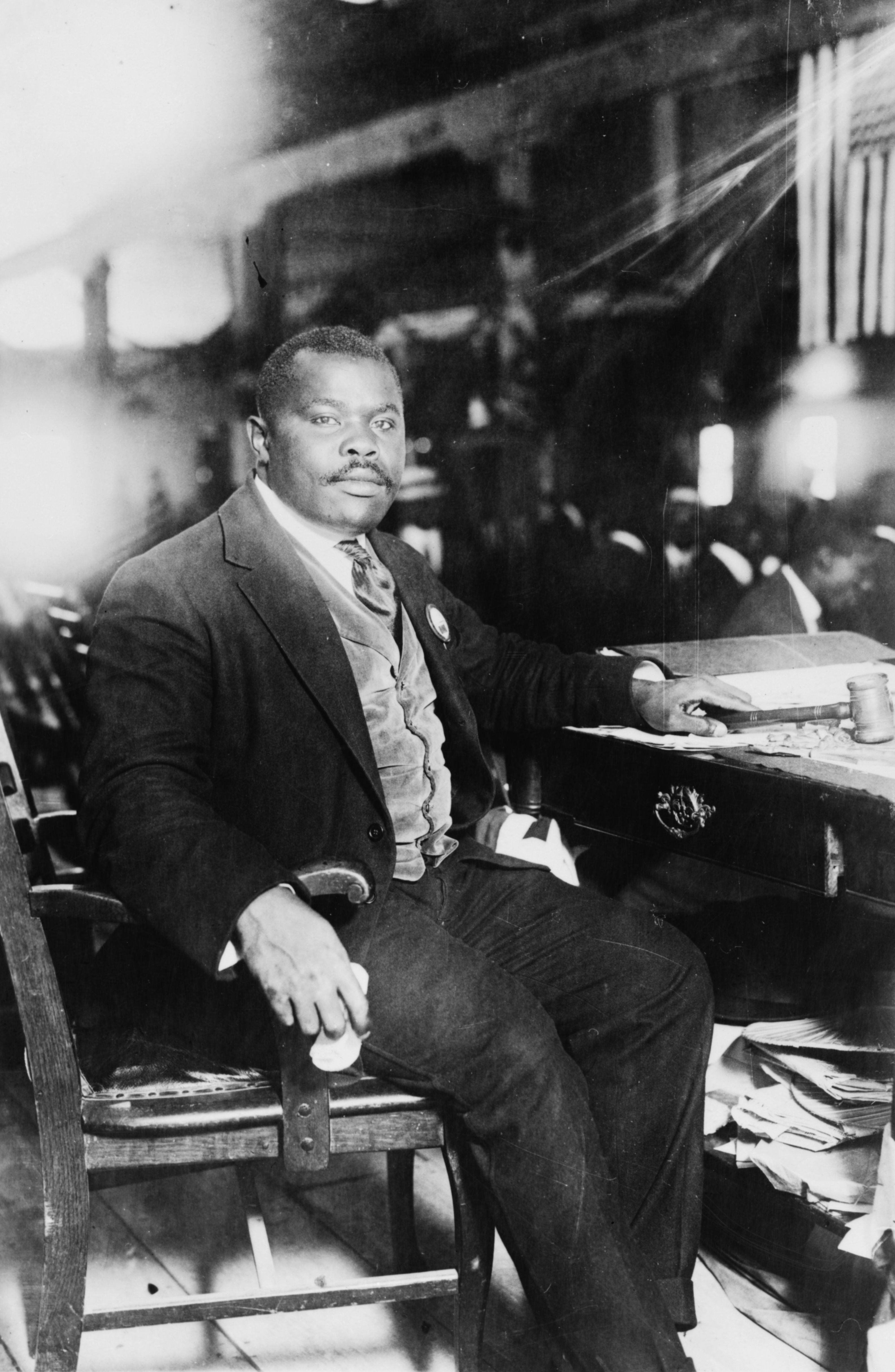
黒人民族主義の指導者、マーカス・ガーベイ(1887-1940)誕生。

米連邦捜査局職員、マーク・フェルト(1913-2008)。ウォーターゲート事件の内部告発者「ディープ・スロート」

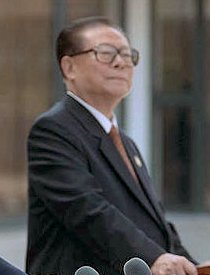
中華人民共和国第5代国家主席、江沢民総書記(1926-2022)誕生。

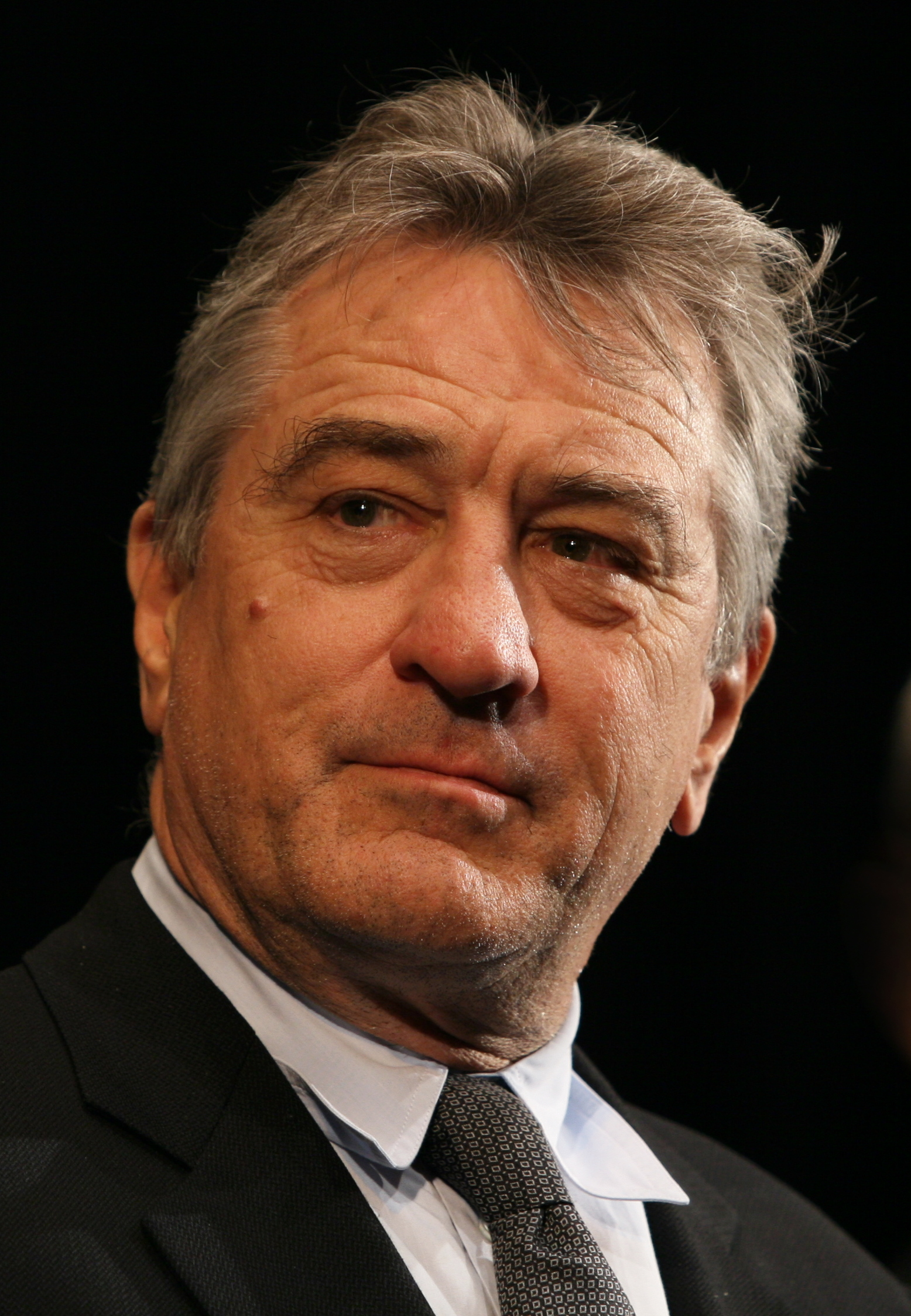
俳優ロバート・デ・ニーロ(1943-)誕生。

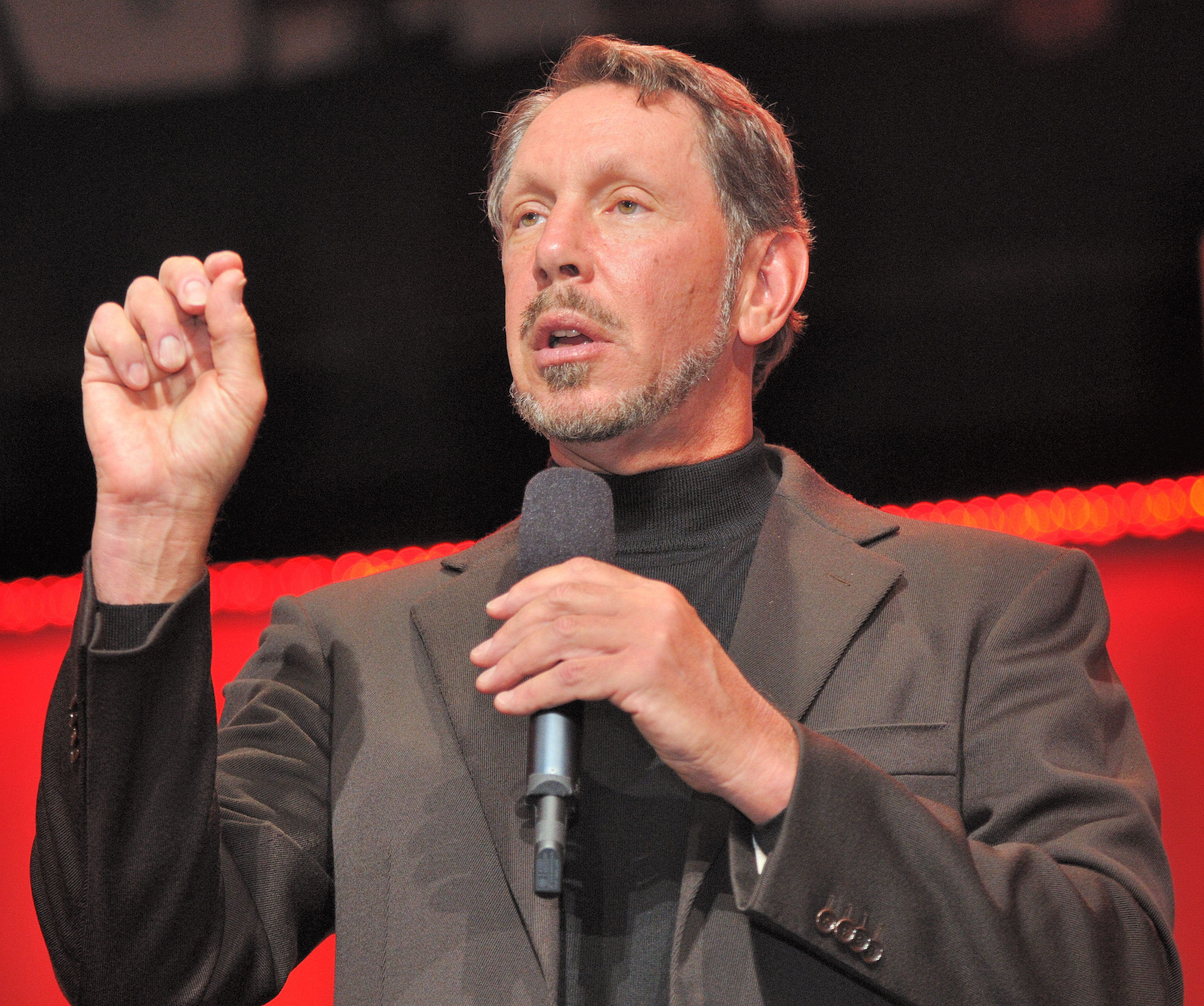
実業家ラリー・エリソン(1944-)誕生。オラクル社の共同設立者。

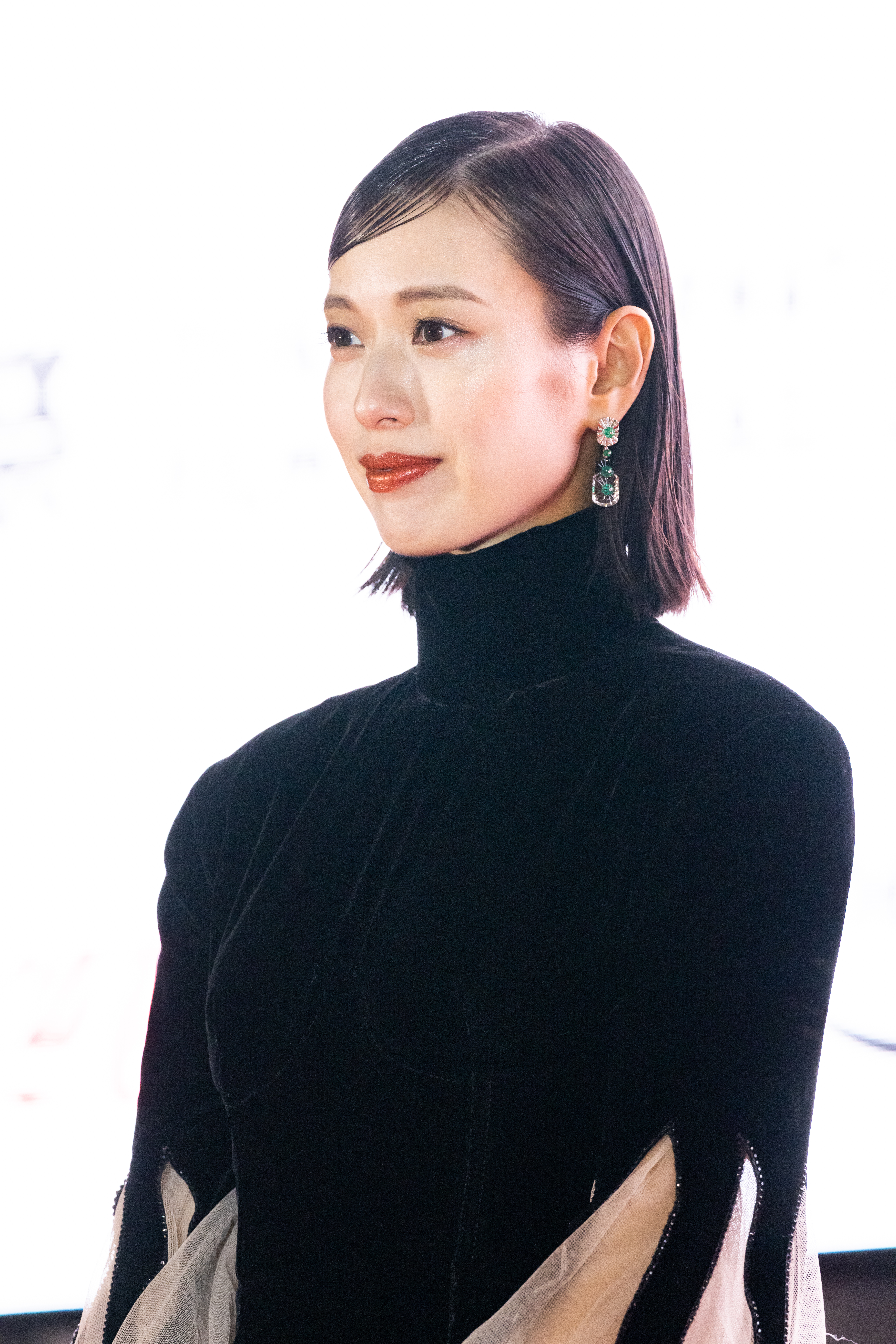
女優戸田恵梨香(1988-)誕生。

- 1473年 - リチャード・オブ・シュルーズベリー、初代ヨーク公（+ 1483年）
- 1570年（元亀元年7日16日） - 佐竹義宣、武将・大名（+ 1633年）
- 1603年 - レンナート・トルステンソン、軍人（+ 1651年）
- 1625年（寛永2年7月15日）- 井伊直澄、江戸幕府の大老、第3代彦根藩主（+ 1676年）
- 1629年 - ヤン3世、ポーランド王（+ 1696年）
- 1686年 - ニコラ・ポルポラ、作曲家、音楽教師（+ 1768年）
- 1753年 - ヨゼフ・ドブロフスキー、文献学者、歴史学者（+ 1829年）
- 1754年 - ルイ＝マリ・スタニスラ・フレロン、政治家（+ 1802年）
- 1768年 - ルイ・シャルル・アントワーヌ・ドゼー、軍人（+ 1800年）
- 1786年 - ヴィクトリア・オブ・サクス＝コバーグ＝ザールフィールド、イギリス女王ヴィクトリアの母（+ 1861年）
- 1786年 - デイヴィッド・クロケット、軍人、政治家（+ 1836年）
- 1799年 - ローベルト・フォン・モール、法学者（+ 1875年）
- 1803年（享和3年7月1日） - 板倉勝職、第6代松山藩主（+ 1849年）
- 1812年（文化9年7月11日） - 松平忠固、第6代上田藩主（+ 1859年）
- 1828年（文政11年7月7日） - 松平光則、第9代松本藩主（+ 1892年）
- 1844年 - メネリク2世、エチオピア皇帝（+ 1913年）
- 1848年（嘉永元年7月19日） - 土井利恒、第8代大野藩主・子爵（+ 1893年）
- 1870年（明治3年7月21日） - 中村進午、法学者、東京商科大学名誉教授（+ 1939年）
- 1874年 - 岡田武松、気象学者、第4代中央気象台長（+ 1956年）
- 1882年 - サミュエル・ゴールドウィン、映画プロデューサー（+ 1974年）
- 1884年 - 川村吾蔵、彫刻家（+ 1950年）
- 1887年 - カール1世、オーストリア＝ハンガリー帝国最後の皇帝（+ 1922年）
- 1887年 - マーカス・ガーベイ、黒人民族主義指導者（+ 1940年）
- 1892年 - 山口多聞、海軍軍人（+ 1942年）
- 1893年 - メイ・ウエスト、女優（+ 1980年）
- 1893年 - ワルター・ノダック、化学者（+ 1960年）
- 1896年 - レズリー・グローヴス、軍人（+ 1970年）
- 1897年 - 川端茅舍、俳人（+ 1941年）
- 1901年 - アンリ・トマジ、作曲家、指揮者（+ 1971年）
- 1902年 - 下村寅太郎、哲学者（+ 1995年）
- 1903年 - 春日花子 (初代)、女優、元宝塚歌劇団（+ 1992年）
- 1904年 - レオポルト・ノヴァーク、音楽学者（+ 1991年）
- 1906年 - マルセロ・カエターノ、政治家（+ 1980年）
- 1911年 - ミハイル・ボトヴィニク、第7・9・11代チェスの公式世界チャンピオン（+ 1995年）
- 1911年 - 本田親喜、プロ野球選手（+ 1989年）
- 1913年 - マーク・フェルト、FBI副長官、ウォーターゲート事件告発者（ディープ・スロート）（+ 2008年）
- 1918年 - 6代目笑福亭松鶴、落語家 （+ 1986年）
- 1920年 - モーリン・オハラ、女優（+ 2015年）
- 1922年 - 平田清明、経済学者、京都大学名誉教授（+ 1995年）
- 1926年 - 江沢民、第3代中国共産党中央委員会総書記、第5代中華人民共和国国家主席（+ 2022年）
- 1927年 - 埴原和郎、自然人類学者（+ 2004年）
- 1929年 - フランシス・ゲーリー・パワーズ、軍人、パイロット（+ 1977年）
- 1930年 - テッド・ヒューズ、詩人（+ 1998年）
- 1930年 - 小里貞利、政治家（+ 2016年）
- 1931年 - 橋本實、実業家
- 1931年 - 中村正男、政治家（+ 2017年）
- 1931年 - 柳原良平、イラストレーター、アニメーション作家、エッセイスト（+ 2015年）
- 1932年 - 伊藤雪彦、作曲家、編曲家
- 1932年 - 岩井活水、元プロ野球選手（+ 没年不詳）
- 1932年 - V・S・ナイポール、作家（+ 2018年）
- 1933年 - 森ひろ子、声優
- 1934年 - 石井一、政治家（+ 2022年）
- 1935年 - ジミー佐古田、警察官
- 1936年 - アーレンド・レイプハルト、政治学者
- 1936年 - 玉造陽二、元プロ野球選手
- 1937年 - 劉炳森、書家、政治家（+ 2005年）
- 1940年 - 今沢哲男、アニメーション監督
- 1941年 - イブラヒム・ババンギダ、軍人、第8代ナイジェリア大統領
- 1941年 - 青空球児、漫才師（青空球児・好児）
- 1943年 - ロバート・デ・ニーロ、俳優
- 1943年 - 住友平、元プロ野球選手（+ 2023年）
- 1943年 - 笠谷幸生、元スキージャンプ選手（+ 2024年）
- 1944年 - 安仁屋宗八、元プロ野球選手
- 1944年 - 六代目古今亭志ん橋、落語家（+ 2023年）
- 1944年 - 弘友和夫、政治家
- 1944年 - ラリー・エリソン、実業家、オラクル共同設立者
- 1944年 - 城野勝博、元プロ野球選手
- 1946年 - 内山田竹志、実業家
- 1946年 - 坂東眞理子、元官僚
- 1947年 - 川藤龍之輔、元プロ野球選手
- 1949年 - 藤口光紀、サッカー選手
- 1949年 - ノーム・コールマン、政治家
- 1950年 - 西島三重子、シンガーソングライター
- 1950年 - 今井俊郎、政治家
- 1950年 - 山口隆三、プロゴルファー
- 1951年 - ベンガル、俳優
- 1951年 - 壺井勘也、彫刻家
- 1952年 - 高橋亮子、漫画家
- 1952年 - 渡辺純志、元プロ野球選手
- 1952年 - 聶衛平、囲碁棋士、中国囲棋協会副主席、中国棋院技術顧問
- 1952年 - ネルソン・ピケ、F1ドライバー
- 1952年 - マリオ・タイセン、F1チーム代表
- 1952年 - ギレルモ・ビラス、テニス選手
- 1953年 - 木村広、元プロ野球選手
- 1953年 - ヘルタ・ミュラー、小説家
- 1954年 - 本間進、俳優
- 1954年 - エリック・ジョンソン、ギタリスト
- 1954年 - ルイス・マンドーキ、映画監督
- 1954年 - 高橋ジャッキー香代子、歌手、ミュージシャン（+ 2013年）
- 1955年 - シーザー武志、キックボクサー、俳優、初代SB世界スーパーミドル級王者
- 1955年 - 堀江信彦、編集者
- 1955年 - 東和男、将棋棋士
- 1955年 - 海老根靖典、政治家、元神奈川県藤沢市長
- 1955年 - リチャード・ヒルトン、実業家
- 1956年 - 天野清継、ジャズギタリスト
- 1957年 - 藤沢由満、漫画家
- 1957年 - 山口隆三、プロゴルファー
- 1957年 - ロビン・カズンズ、フィギュアスケート選手
- 1958年 - 西本直、アスレティックトレーナー、サッカー指導者
- 1958年 - 松本知子、麻原彰晃の妻
- 1958年 - ベリンダ・カーライル、歌手
- 1959年 - 赤井英和、元プロボクサー、俳優
- 1959年 - 坂本千夏、声優
- 1959年 - 長保有紀、演歌歌手
- 1960年 - 川原正敏、漫画家
- 1960年 - 岡本光、元プロ野球選手
- 1960年 - ショーン・ペン、俳優、映画監督
- 1961年 - 青柳隆志、国文学者、声優
- 1961年 - 鈴木淳、サッカー選手、指導者
- 1961年 - カティ・オウティネン、女優
- 1962年 - 小野剛、サッカー指導者
- 1962年 - ガモウひろし、漫画家
- 1962年 - なかむら治彦、漫画家
- 1962年 - 中根康浩、政治家、元愛知県岡崎市長
- 1962年 - ギルビー・クラーク、ミュージシャン（元ガンズ・アンド・ローゼズ）
- 1962年 - 近藤章仁、元プロ野球選手
- 1963年 - ジョン・グルーデン、アメリカンフットボール指導者
- 1964年 - 小野寺啓子、声優
- 1964年 - 神崎将臣、漫画家
- 1964年 - ジョルジーニョ、サッカー選手
- 1964年 - 槇徳子、アナウンサー
- 1964年 - マリア・マッキー、歌手
- 1965年 - 佐竹雅昭、空手家
- 1965年 - 藤井麻輝、ミュージシャン
- 1965年 - 小林豊、元アナウンサー
- 1966年 - 三舩優子、ピアニスト
- 1966年 - 芳野日向子、元声優
- 1966年 - ロドニー・ミューレン、スケートボーダー
- 1967年 - 岡村有希子、歌手、タレント
- 1967年 - 日野賢二、ベーシスト、ソングライター、編曲家、音楽プロデューサー
- 1967年 - 山口正志、映画プロデューサー
- 1967年 - 舟山恭史、元プロ野球選手
- 1967年 - 中込正行、元サッカー選手
- 1968年 - はたけ、ギタリスト（シャ乱Q）
- 1968年 - 猪熊しのぶ、漫画家
- 1969年 - 小飼弾、実業家
- 1969年 - 井上恵一、競艇選手
- 1969年 - ディック東郷、プロレスラー
- 1969年 - ドニー・ウォルバーグ、ミュージシャン、俳優
- 1969年 - クリスチャン・レイトナー、バスケットボール選手
- 1970年 - 小森創介、声優、俳優
- 1970年 - 柳家我太楼、落語家
- 1970年 - 角田陽一郎、テレビプロデューサー、脚本家、演出家、映画監督
- 1970年 - ジム・クーリエ、テニス選手
- 1971年 - 髙橋誠、放送作家、実業家、作詞家、作曲家
- 1971年 - 横関夏芽、元プロボクサー
- 1971年 - オム・ジョンファ、女優、歌手
- 1971年 - ムッシュ・ピエール、マジシャン
- 1971年 - ホルヘ・ポサダ、元プロ野球選手
- 1972年 - 遠藤美佐子、女優、タレント
- 1972年 - 岩崎芳美、競艇選手
- 1972年 - ロベルト・ラミレズ、元プロ野球選手
- 1974年 - 華原朋美、歌手
- 1974年 - 大野崇、格闘家
- 1974年 - 牧浦充徳、調教師
- 1974年 - ジェフリー・リーファー、元プロ野球選手
- 1975年 - 池田57CRAZY、お笑い芸人（完熟フレッシュ）
- 1975年 - 輝優優、元プロレスラー
- 1975年 - ルイジ・マストランジェロ、バレーボール選手
- 1976年 - マット・アンダーソン、元プロ野球選手
- 1976年 - 平松まゆき、歌手
- 1977年 - 山下美穂子、アナウンサー
- 1977年 - ティエリ・アンリ、元サッカー選手
- 1977年 - ウィリアム・ギャラス、元サッカー選手
- 1977年 - ターヤ・トゥルネン、歌手
- 1978年 - 澤木麻弥、アナウンサー
- 1978年 - 和田貴志、お笑い芸人（鬼ヶ島）
- 1978年 - 小林洋平、作曲家、編曲家、サクソフォーン奏者
- 1978年 - メディー・バアラ、陸上競技選手
- 1979年 - 青木崇、声優
- 1979年 - 高橋佳子、キャスター、ラジオパーソナリティー、ナレーター、MC
- 1979年 - 生方ななえ、ファッションモデル
- 1979年 - ジュリアン・エスキュデ、サッカー選手
- 1980年 - レネ・マーリン、シンガーソングライター
- 1980年 - ヤン・クロムカンプ、サッカー選手
- 1980年 - ダニ・グイサ、サッカー選手
- 1980年 - マヌエレ・ブラージ、サッカー選手
- 1981年 - 田中千絵、女優
- 1982年 - 大橋夏菜、モデル、タレント、女優
- 1982年 - 白田久子、女優
- 1982年 - 村井麻友美、女優
- 1982年 - 木村裕子、タレント
- 1982年 - 松本麻衣子、アナウンサー
- 1982年 - 山岸穣、元プロ野球選手
- 1982年 - フィル・ジャギエルカ、サッカー選手
- 1983年 - 前田和樹、元バレーボール選手
- 1983年 - ダスティン・ペドロイア、元プロ野球選手
- 1984年 - 吉野みずほ、歌手（スタイリッシュハート）
- 1984年 - シタラマサコ、漫画家
- 1984年 - オクサナ・ドムニナ、フィギュアスケート選手
- 1985年 - 蒼井優、女優、ファッションモデル
- 1985年 - 新津由衣、歌手（RYTHEM）、ピアニスト
- 1985年 - 大田垣正信、トロンボーン奏者
- 1985年 - 神永大輔、尺八奏者（和楽器バンド）
- 1985年 - 加藤純一、タレント、YouTuber
- 1986年 - ルディ・ゲイ、バスケットボール選手
- 1986年 - タイラス・トーマス、バスケットボール選手
- 1986年 - マルクス・ベリ、サッカー選手
- 1986年 - 田尻浩章、声優
- 1987年 - 関谷彩花、タレント
- 1987年 - 藤川俊介、元プロ野球選手
- 1987年 - トーマス・ニール、プロ野球選手
- 1987年 - 松下建太、元プロ野球選手
- 1988年 - 戸田恵梨香、女優
- 1988年 - 三瓶雄樹、声優
- 1988年 - 舞川あいく、ファッションモデル
- 1988年 - 下條由香里、アナウンサー
- 1988年 - ミッチ・デニング、プロ野球選手
- 1988年 - ブラディ・コーベット、俳優、映画監督
- 1989年 - 大山真志、俳優
- 1989年 - 詹詠然、テニス選手
- 1989年 - 大岩一貴、サッカー選手
- 1990年 - 笹岡征矢、ミュージカル俳優
- 1990年 - ホセ・ルイス・ゴメス、サッカー選手
- 1990年 - レイチェル・ハード＝ウッド、女優
- 1991年 - 堂林翔太、プロ野球選手
- 1991年 - 白桃ピーチよぴぴ、お笑い芸人
- 1991年 - オースティン・バトラー、俳優、歌手
- 1992年 - 長江麻美、アナウンサー
- 1992年 - 小野塚愛美、元アナウンサー
- 1993年 - 丸山奏子、プロ雀士
- 1993年 - 山口瑞貴、スキージャンプ選手
- 1993年 - ユ・スンホ、俳優、歌手
- 1993年 - サラ・ショーストレム、競泳選手
- 1993年 - エデルソン・サンタナ・ジ・モライス、サッカー選手
- 1994年 - 畠中祐、俳優、声優
- 1994年 - 谷口夢奈、声優
- 1994年 - 河原まゆ、グラビアモデル、タレント
- 1994年 - 高木真備、元競輪選手
- 1995年 - 長尾寧音、モデル、タレント
- 1995年 - n-buna、音楽家、ボカロP
- 1996年 - 伊藤彩沙、声優
- 1996年 - 入江彩乃、声優、プロレスラー
- 1996年 - 山本修二、元陸上競技選手
- 1996年 - ジェフリー・ヤン、プロ野球選手
- 1998年 - 遠乃おと、女優、モデル
- 1998年 - 川端魁人、教育者、陸上競技選手
- 1998年 - 山本由伸、プロ野球選手
- 1998年 - リバー・ライアン、プロ野球選手
- 1998年 - エレフリス・モンテロ、プロ野球選手
- 2000年 - リル・パンプ、ラッパー
- 2001年 - 杉本光希、サッカー選手
- 2001年 - 林昀儒、卓球選手
- 2001年 - 猪俣周杜、アイドル（timelesz）
- 2002年 - 櫻井音乃、グラビアアイドル
- 2002年 - 後本萌葉、声優、歌手
- 2002年 - 杉澤海星、サッカー選手
- 2002年 - 相馬夢乃、卓球選手
- 2003年 - 緑川希星、タレント、レースクイーン
- 2003年 - 大河原翔、元プロ野球選手
- 2003年 - ザ・キッド・ラロイ、シンガーソングライター
- 2004年 - 瀬戸桃子、声優
- 2004年 - 牛奥小羽、体操選手
- 2004年 - 大江原比呂、競馬騎手
- 2005年 - 髙橋センダゴルタ仁胡、サッカー選手
- 2006年 - 畑崎李果、フィギュアスケート選手
- 2014年 - 小山蒼海、子役
- 生年不詳 - あらいしずか、声優
- 生年不詳 - 羽月まり、声優
- 生年不詳 - 嶋野花、声優
- 生年不詳 - 谷口夢奈、声優
- 生年不詳 - 藤堂真衣、声優
- 生年不詳 - 小松田わん、漫画家
- 生年不詳 - 杉基イクラ、漫画家
- 生年不詳 - 宮本りず、漫画家
- 生年不詳 - 久野大地、信越放送アナウンサー

## 忌日

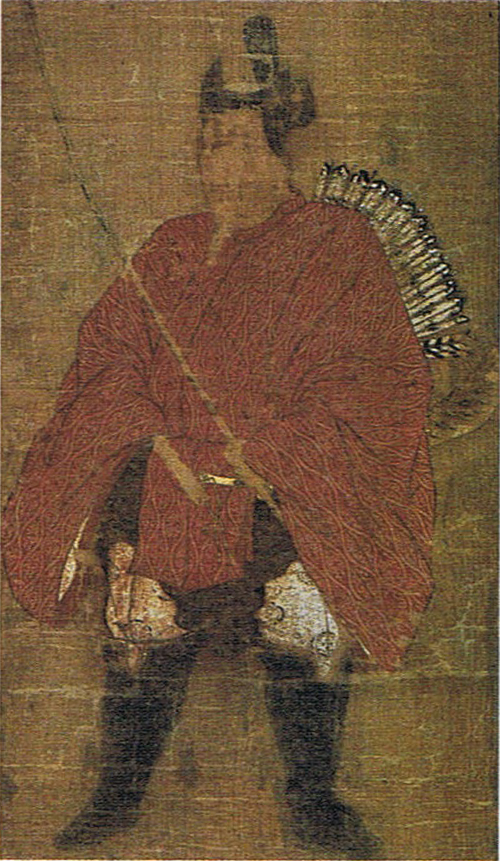
平安後期の武将源為義(1096〜1156)刑死。画像は、白峯神宮所蔵源為義像。

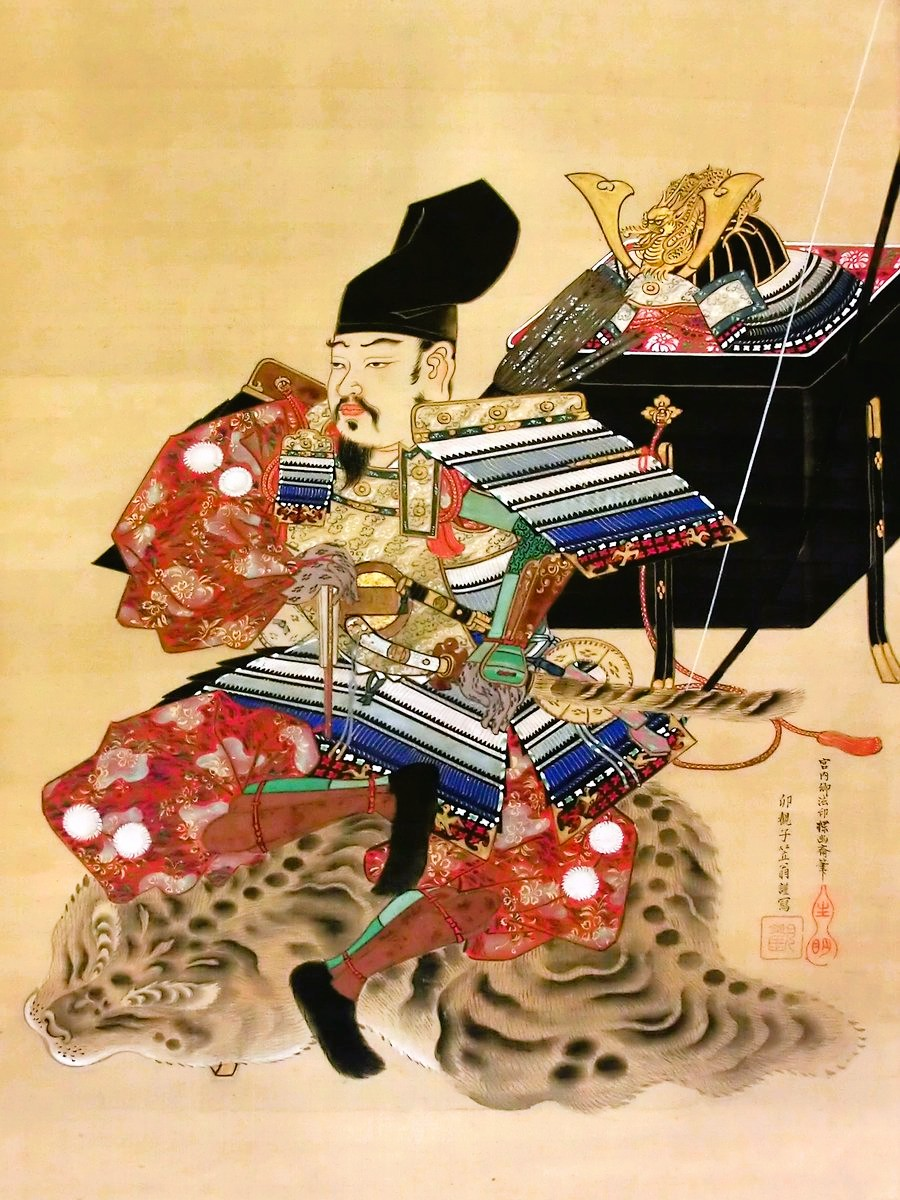
鎌倉末期・南北朝時代の武将新田義貞(1301-1338)戦死。画像は、藤島神社所蔵新田義貞像。

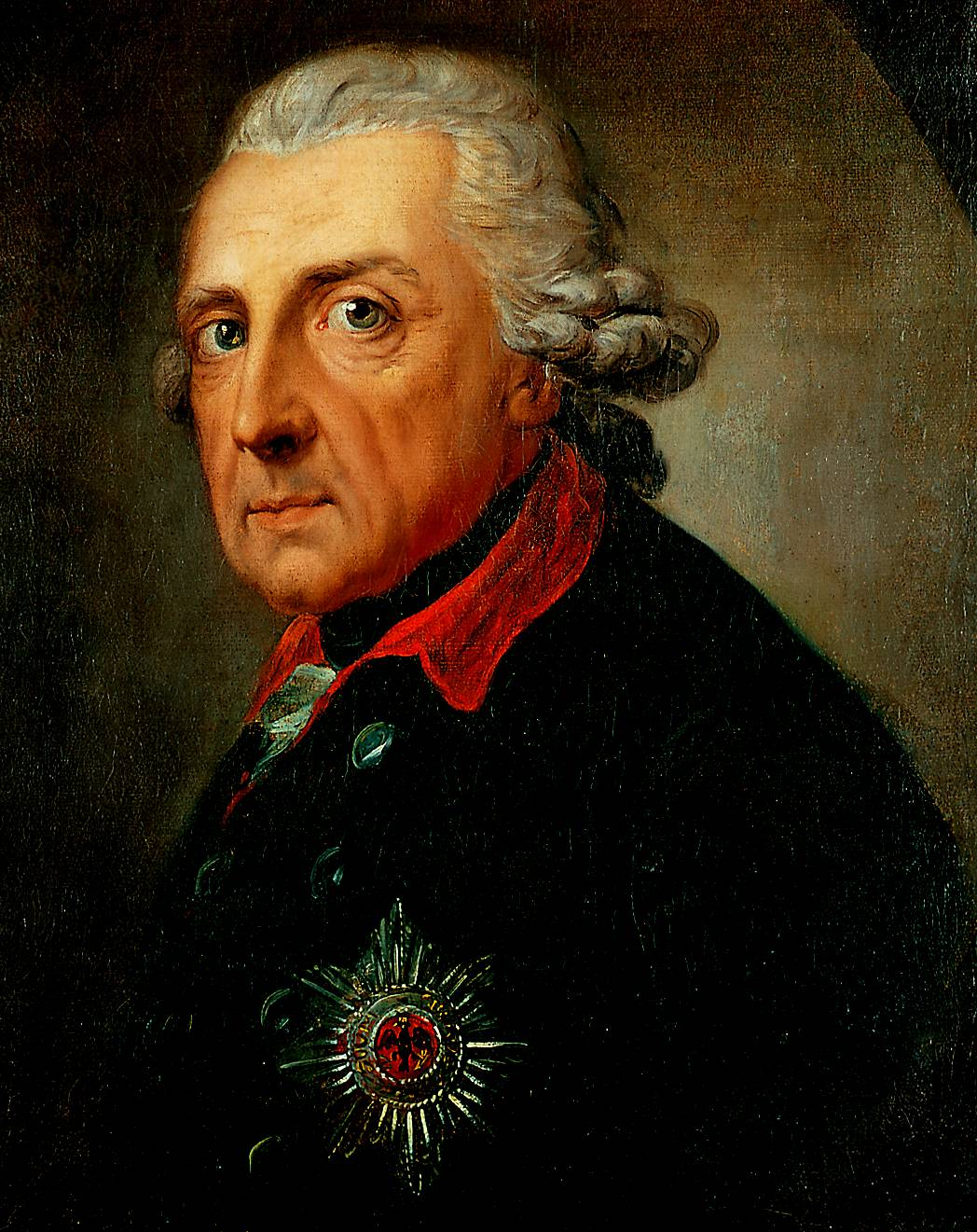
プロイセン王フリードリヒ2世(1712-1786)没。

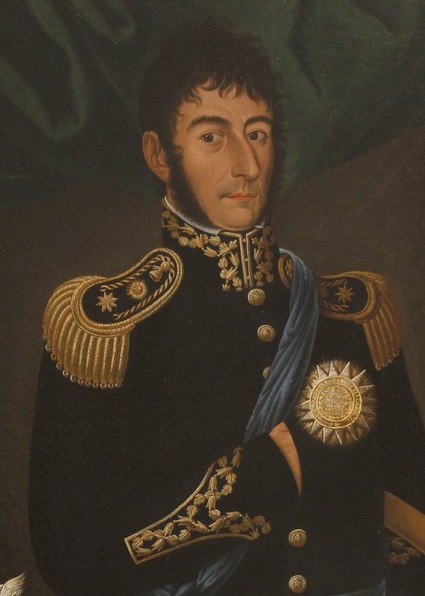
軍人ホセ・デ・サン＝マルティン(1778-1850)没。

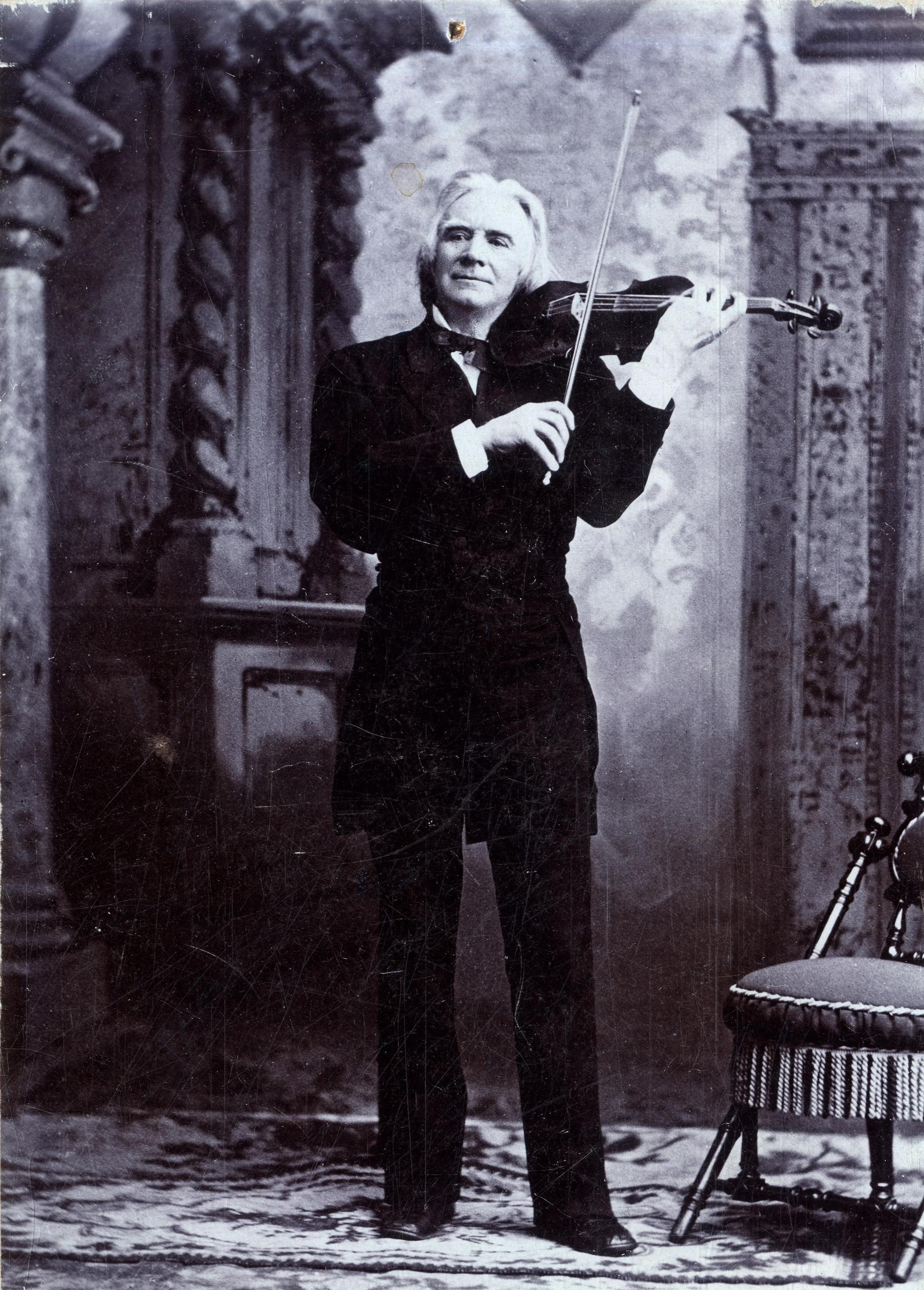
ヴァイオリニスト・作曲家オーレ・ブル(1810-1880)没。

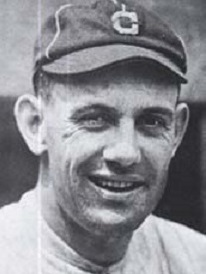
MLB選手、レイ・チャップマン(1891-1920)事故死。

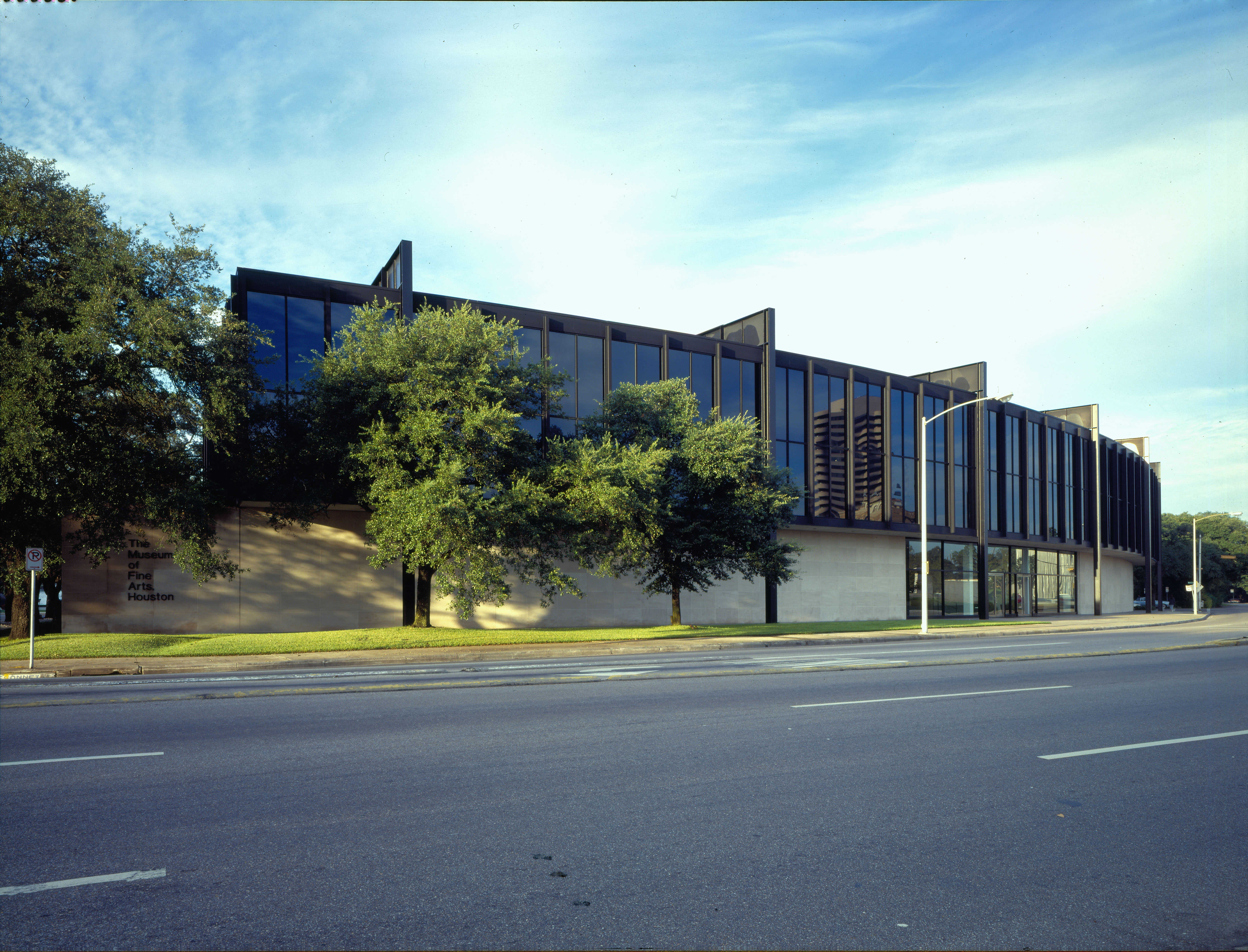
建築家ミース・ファン・デル・ローエ(1886-1969)没。画像はヒューストン美術館キャロライン・ワイス・ロウ棟。

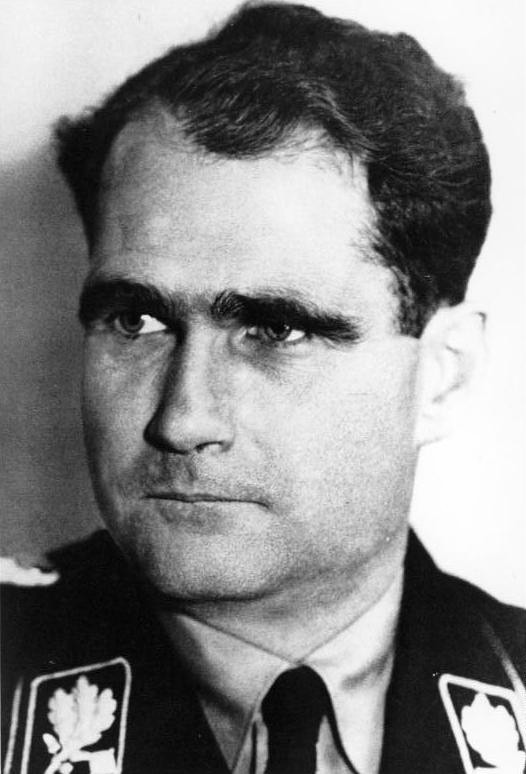
ナチ党副総統ルドルフ・ヘス(1894-1987)獄中で自殺。

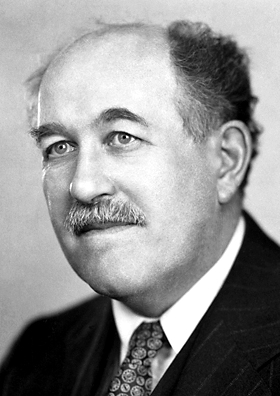
物理学者オットー・シュテルン(1888-1969)没。

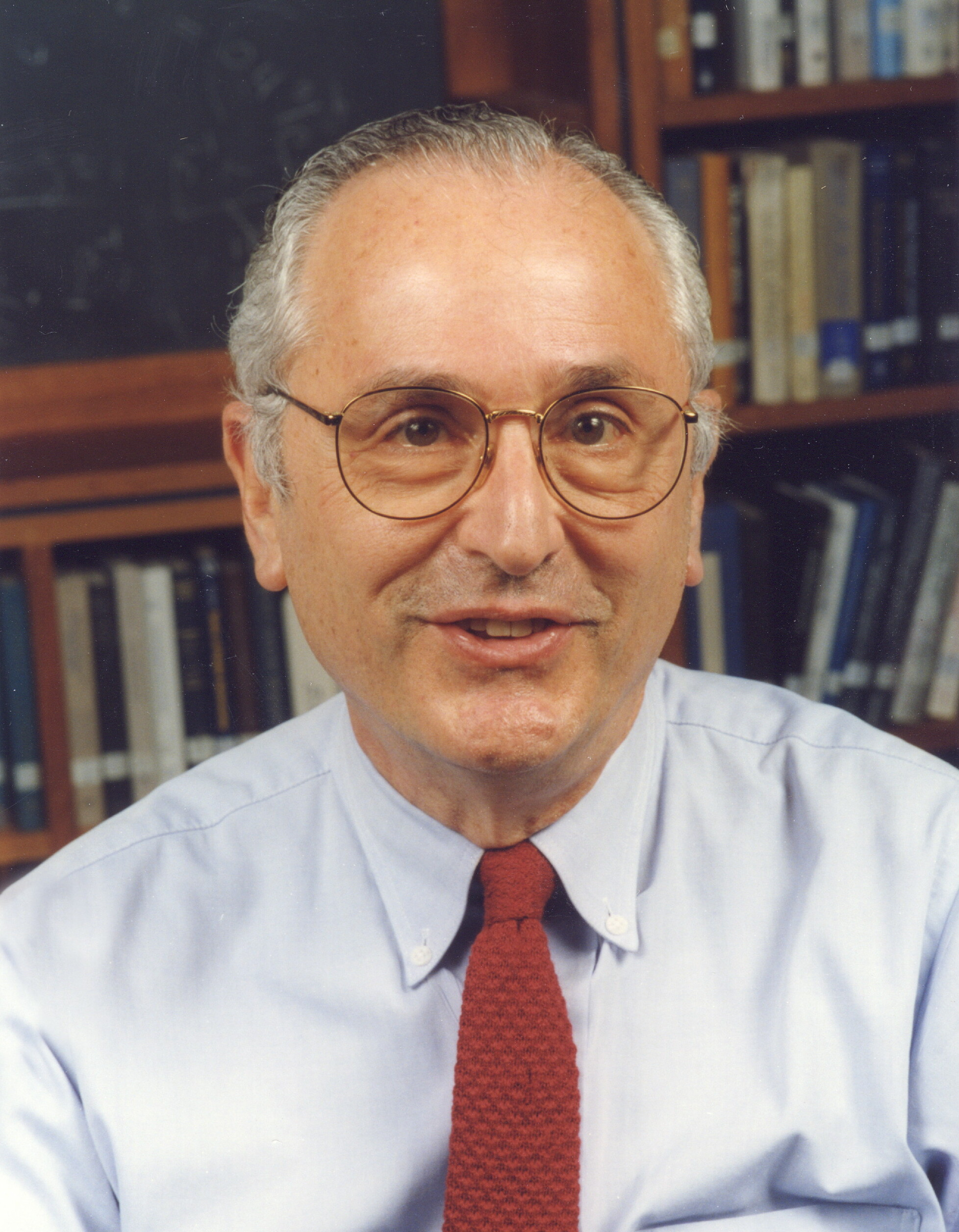
宇宙物理学者ジョン・バーコール(1934-2005)没。

- 1156年（保元元年7月30日）- 源為義、武将、河内源氏棟梁（* 1096年）
- 1196年（建久7年7月22日）- 藤原家房、公卿、歌人（* 1167年）
- 1304年（嘉元2年7月16日） - 後深草天皇、第89代天皇 （* 1243年）
- 1338年（延元3年/建武5年閏7月2日） - 新田義貞、武将、御家人（* 1301年）
- 1614年（慶長19年7月12日）- 角倉了以、商人（* 1554年）
- 1617年（元和3年7月16日）- 芳春院、前田利家の正室（* 1547年）
- 1673年 - ライネル・デ・グラーフ、医師、解剖学者（* 1641年）
- 1702年（元禄15年7月24日）- 列堂義仙、僧（* 1635年）
- 1711年（正徳元年7月4日）- 池田綱清、第2代鳥取藩主（* 1648年）
- 1715年（正徳5年7月19日）- 佐竹義格、第4代久保田藩主（* 1695年）
- 1753年 - ミケーレ・リッチャルディ（イタリア語版）、画家（* 1671年）
- 1753年 - オーロフ・トレーン、牧師、植物学者（* 1718年）
- 1767年 - ガスパーレ・ディツィアーニ（英語版）、画家（* 1689年）
- 1769年 - ジュゼッペ・バッツァーニ、画家（* 1690年）
- 1785年 - ジョナサン・トランブル、政治家（* 1710年）
- 1786年 - フリードリヒ2世、プロイセン国王（* 1712年）
- 1798年 - ルイ・ジョセフ・ヴァトー（英語版）、画家（* 1731年）
- 1824年 - アニセ・シャルル・ガブリエル・ルモニエ（英語版）、画家（* 1743年）
- 1831年（天保2年7月10日）- 牧野忠精、江戸幕府老中、越後長岡藩主（* 1760年）
- 1838年 - ロレンツォ・ダ・ポンテ、詩人、台本作家（* 1749年）
- 1850年 - ホセ・デ・サン＝マルティン、軍人、政治家（* 1778年）
- 1864年（元治元年7月16日）- 男谷信友、剣客（* 1798年）
- 1873年 - ウィリアム・メレディス、第19代アメリカ合衆国財務長官（* 1799年）
- 1875年 - ヴィルヘルム・ブリーク（英語版）、言語学者（* 1827年）
- 1880年 - オーレ・ブル、ヴァイオリニスト・作曲家（* 1810年）
- 1886年 - アレクサンドル・ブートレロフ、化学者（* 1828年）
- 1894年 - 満宮輝仁親王、皇族（* 1893年）
- 1903年 - ハンス・ギューデ、画家（* 1825年）
- 1916年 - ウンベルト・ボッチョーニ、画家、彫刻家、理論家（* 1882年）
- 1920年 - レイ・チャップマン、プロ野球選手（* 1891年）
- 1924年 - パウル・ナトルプ、哲学者（* 1854年）
- 1924年 - パベル・ウリゾーン、数学者（* 1898年）
- 1939年 - ヴォイチェフ・コルファンティ、ポーランドの民族主義運動家、政治家（* 1873年）
- 1944年 - 三輪八郎、元プロ野球選手（* 1921年）
- 1944年 - アブデュルレシト・イブラヒム、イスラム教のウラマー、東京モスク初代イマーム（* 1857年）
- 1945年 - 島木健作、作家（* 1903年）
- 1947年 - エウシェン、スウェーデンの王族（* 1865年）
- 1954年 - ビリー・マレイ、歌手（* 1877年）
- 1955年 - フェルナン・レジェ、画家（* 1881年）
- 1958年 - 加藤正二、元プロ野球選手（* 1914年）
- 1958年 - フローラン・シュミット、作曲家（* 1870年）
- 1964年 - 佐田啓二、俳優（* 1926年）
- 1965年 - 高見順、作家（* 1907年）
- 1966年 - ヘンリー・ジョセフ・ラウンド（英語版）、技術者（* 1881年）
- 1966年 - 国井善弥、武術家、鹿島神流第18代宗家（* 1894年）
- 1967年 - 新村出、言語学者（* 1876年）
- 1969年 - ミース・ファン・デル・ローエ、建築家（* 1886年）
- 1969年 - オットー・シュテルン、物理学者（* 1888年）
- 1971年 - 前田山英五郎、大相撲第39代横綱（* 1914年）
- 1971年 - 大川博、実業家、初代東映社長・日本教育テレビ（現：テレビ朝日）会長（* 1896年）
- 1973年 - アーサー・W・ラドフォード、米国海軍大将、米国統合参謀本部議長（* 1896年）
- 1973年 - ジャン・バラケ、作曲家（* 1928年）
- 1977年 - パーヴェル・セレブリャーコフ、ピアニスト（* 1909年）
- 1979年 - 前田和三郎、整形外科医（* 1894年）
- 1979年 - ヴィヴィアン・ヴァンス、女優（* 1909年）
- 1980年 - 五井昌久、宗教家（* 1916年）
- 1983年 - 楠木直道、実業家、元いすゞ自動車社長（* 1900年）
- 1983年 - 糸山隆司、バスケットボール選手（* 1932年）
- 1983年 - アイラ・ガーシュウィン、作詞家（* 1896年）
- 1987年 - 堀内誠一、グラフィックデザイナー、絵本作家（* 1932年）
- 1987年 - クラレンス・ブラウン、映画監督（* 1890年）
- 1987年 - ルドルフ・ヘス、ナチス・ドイツ副総統 （* 1894年）
- 1988年 - 岩尾豊、政治家、元八代市長（* 1917年）
- 1988年 - ムハンマド・ジア＝ウル＝ハク、政治家、パキスタン大統領（* 1924年）
- 1991年 - 田上義也、建築家（* 1899年）
- 1992年 - 横山治助[18]、肥後銀行第7代頭取（* 1909年）
- 1995年 - ヘレン・シンガー・カプラン（英語版）、セックスセラピスト（* 1929年）
- 1996年 - エドワード・ディグビー・バルツェル（英語版）、社会学者、作家（* 1915年）
- 1996年 - 秋山邦晴、音楽プロデューサー（* 1929年）
- 1997年 - 山崎正一、哲学者（* 1912年）
- 1998年 - ウラディスラフ・コマル、砲丸投げ選手、1972年ミュンヘン五輪金メダリスト（* 1940年）
- 1998年 - タデウス・スルシャルスキー、棒高跳び選手、1976年モントリオール五輪金メダリスト（* 1950年）
- 1999年 - 安中忠雄、官僚、政治家、元宮崎県知事（* 1905年）
- 1999年 - ライナー・クリムケ、馬術競技選手（* 1936年）
- 2000年 - エーリッヒ・ボルフマイヤー、陸上競技選手（* 1905年）
- 2000年 - ロバート・ロウ・ギルウス（英語版）、航空宇宙技術者（* 1913年）
- 2000年 - フランコ・ドナトーニ、作曲家（* 1927年）
- 2000年 - E・H・エリック、タレント（* 1929年）
- 2004年 - 徳永善也、ミュージシャン（* 1964年）
- 2004年 - 角谷静夫、数学者、イェール大学名誉教授（* 1911年）
- 2005年 - 平山輝男、言語学者（* 1909年）
- 2005年 - 三代目旭堂南陵、講談師（* 1917年）
- 2005年 - ジョン・バーコール、宇宙物理学者（* 1934年）
- 2005年 - 能勢修一、物理学者（* 1951年）
- 2006年 - シャムシュル・ラーマン、詩人（* 1929年）
- 2007年 - 黒田一博、元プロ野球選手（* 1924年）
- 2007年 - 泉田芳次、政治家、元下関市長（* 1928年）
- 2008年 - 4代目喜久亭寿楽、落語家（* 1952年）
- 2009年 - デイビー・ウィリアムズ、元プロ野球選手（* 1927年）
- 2009年 - ティファニー・シメラネ、ミス・ワールド2008スワジランド代表（* 1988年）
- 2010年 - フランチェスコ・コッシガ、政治家、第8代イタリア共和国大統領（* 1928年）
- 2010年 - 羽生富士夫[19]、外科医、東京女子医科大学名誉教授（* 1931年）
- 2010年 - 民秋史也、実業家、元株式会社モルテン代表取締役社長（* 1938年）
- 2011年 - グァルティエロ・ヤコペッティ、雑誌記者、映画監督（* 1919年）
- 2011年 - 篠原敬介、作曲家、編曲家、指揮者、音楽プロデューサー（* 1959年）
- 2011年 - ピエール・キノン、棒高跳び選手、1984年ロサンゼルス五輪金メダリスト（* 1962年）
- 2011年 - 梅本竜、作曲家（* 1974年）
- 2012年 - 清水彰、俳優（* 1916年）
- 2012年 - 鍵田節哉、政治家（* 1937年）
- 2012年 - パトリック・リカール、実業家（* 1945年）
- 2013年 - 山口昌伴、エッセイスト、道具学研究家（* 1937年）
- 2013年 - 金田弘、詩人（* 1921年）
- 2014年 - 木田元、哲学者（* 1928年）
- 2014年 - 三島敏夫、ハワイアン歌手、ムード歌謡歌手（* 1926年）
- 2015年 - 末木達男、政治家、元東京都田無市長（* 1931年）
- 2015年 - 柳原良平、イラストレーター、アニメーション作家、エッセイスト（* 1931年）
- 2015年 - イヴォンヌ・クレイグ、女優（* 1937年）
- 2016年 - アーサー・ヒラー、映画監督（* 1923年）
- 2016年 - 宮本一三、元衆議院議員（* 1931年）
- 2016年 - ジョン・エレンビー、実業家、開発者（* 1941年）
- 2016年 - 細野俊晴、元アナウンサー（* 1954年）
- 2017年 - 松浦利尚、政治家（* 1925年）
- 2017年 - 向山巌、経済学者、武蔵大学名誉教授（* 1929年）
- 2017年 - ソニー・ランダム、俳優（* 1941年）
- 2018年 - ボブ・バス、バスケットボール指導者（* 1929年）
- 2019年 - 濱田泰三、フランス文学者、早稲田大学名誉教授（* 1928年）
- 2019年 - 谷林正昭、政治家（* 1946年）
- 2019年 - モハマド・スフィアン・アブドゥル・ラハマン、サッカー選手（* 1978年）
- 2020年 - 岩本多代、女優（* 1940年）
- 2021年 - 笑福亭仁鶴 (3代目)、落語家（* 1937年）
- 2021年 - 滝良子、フリーアナウンサー、ラジオパーソナリティ（* 1945年）
- 2021年 - 高橋三千綱、小説家（* 1948年）
- 2021年 - 高橋けんじ、イラストレーター（* 1951年）
- 2021年 - 棚田京一、実業家、元タイトヨタ自動車・デルフィス社長、バンコク日本人商工会議所会頭（* 1954年）
- 2022年 - 清川元夢、声優、俳優（* 1935年）
- 2022年 - 伊藤雄二、元競馬騎手、調教師（* 1937年）
- 2022年 - 加藤繁秋、政治家（* 1947年）
- 2023年 - ギジェルモ・ティモネル、元自転車競技選手（* 1926年）
- 2023年 - ジョン・デヴィット（英語版）、水泳選手、1960年ローマ五輪金メダリスト（* 1937年）
- 2023年 - 五彩緋夏、美容クリエイター、YouTuber（* 1999年）
- 2024年 - 周光召、物理学者、政治家、元中国科学院院長（* 1929年）
- 2024年 - シルヴィオ・サントス、テレビ司会者、実業家、SBT創業者（* 1930年）
- 2024年 - ピエール・カルティエ、数学者（* 1932年）
- 2024年 - 弓恵子、女優（* 1936年）
- 2024年 - 高石ともや、フォークシンガー（* 1941年）
- 2024年 - きしめん、ナレーター（* 1970年）
- 2025年 - テレンス・スタンプ、俳優（* 1939年）

### 人物以外（動物など）
- 2022年 - タイキシャトル、競走馬（* 1994年）

## 記念日・年中行事
- 独立記念日（ インドネシア）
1945年のこの日、インドネシアのスカルノらがオランダからの独立を宣言した。オランダとの独立戦争を経て1949年12月27日にオランダからの独立承認を得た。
- 独立記念日（ ガボン）
1960年のこの日、ガボンがフランスより独立。
- プロ野球ナイター記念日（ 日本）
1948年8月17日の夜に、日本のプロ野球史上初の夜間試合（ナイター）が行われたことに由来。試合は読売ジャイアンツ対中日ドラゴンズで、横浜ゲーリッグ球場（横浜公園平和野球場）で行われた。
- パイナップルの日（ 日本）
パイナップルの美味しさをPRする目的から株式会社ドールが制定。日付は、「パ(8)イ(1)ナ(7)ップル」の語呂合わせから[20]。
- Dream Zone のラジオを楽しむ日（ 日本）
ラジオパーソナリティグループ「Dream Zone」が、ラジオ番組を通して、ラジオに慣れ親しみ、ラジオの良さ、楽しさを改めて実感してもらうことを目的に制定。日付は「懐かしいあの頃の夢をもう一度」をコンセプトに、2019年8月17日にDream Zoneが結成されたことから[21]。
- 皇大神宮例大祭（ 日本）
神奈川県藤沢市の「烏森神社」の通称で親しまれる皇大神宮の例大祭。高さ8ｍもある9基の人形山車が、那須与一、源頼朝、神武天皇、源義経、徳川家康、楠正成、浦島太郎、日本武尊、仁徳天王の順に整列して町内を参進し、湯華（湯立）神楽が奉納される[22]。